# Don Barletti
Don Barletti (Filadélfia, 29 de dezembro de 1947) é um fotojornalista norte-americano que trabalhou para o Los Angeles Times de 1984 a 2015. Em 2003, venceu o Prêmio Pulitzer de fotografia.